# مسجد جوخواه
مسجد جوخواه مربوط به دوره ایلخانی است و در شهرستان طبس، بخش مرکزی، دهستان منتظریه، روستای جوخواه واقع شده و این اثر در تاریخ ۷ اسفند ۱۳۸۶ با شمارهٔ ثبت ۲۱۷۱۱ به‌عنوان یکی از آثار ملی ایران به ثبت رسیده است.